# Théorie des nombres transcendants
En mathématiques, la théorie des nombres transcendants est une branche de la théorie des nombres qui étudie les nombres transcendants (nombres qui ne sont pas des solutions d'une équation polynomiale à coefficients entiers).

## Transcendance
Un nombre complexe α est dit transcendant si pour tout polynôme non nul P à coefficients entiers, P(α) ≠ 0. Il en est alors de même pour tout polynôme non nul à coefficients rationnels.
Plus généralement, la théorie traite de l'indépendance algébrique des nombres. Un ensemble de nombres {α1, α2, …, αn} est dit algébriquement libre sur un corps K s'il n'y a pas de polynôme P non nul en n indéterminées à coefficients dans K tel que P(α1, α2, …, αn) = 0. Un nombre complexe α est donc transcendant si et seulement si le singleton {α} est algébriquement libre sur Q.

## Histoire

### Approximation par des rationnels: de Liouville à Roth
L'utilisation du terme transcendant pour désigner un objet qui n'est pas algébrique remonte au dix-septième siècle, lorsque Gottfried Leibniz a prouvé que la fonction sinus n'est pas une fonction algébrique. La question de savoir si certaines catégories de nombres pourraient être transcendantes remonte à 1748, lorsqu'Euler a conjecturé que si a et b sont rationnels alors le nombre logab est soit transcendant, soit rationnel.
La conjecture d'Euler n'a été prouvée qu'au XXe siècle, mais près de cent ans après sa conjecture, Joseph Liouville a réussi à prouver l'existence de nombres qui ne sont pas algébriques, ce qui jusqu'alors n'était pas su avec certitude. Ses articles sur la question dans les années 1840 esquissaient des arguments utilisant des fractions continues pour construire des nombres transcendants. Plus tard, dans les années 1850, il a donné une condition nécessaire pour qu'un nombre soit algébrique, et donc une condition suffisante pour qu'un nombre soit transcendant. Ce critère de transcendance n'était pas assez fort pour être nécessaire, en effet, il ne parvint pas à trouver la transcendance du nombre e. Mais son travail a fourni une classe de nombres transcendants, maintenant connus sous le nom de nombres de Liouville.
Le critère de Liouville dit que les nombres algébriques ne peuvent pas être bien approchés par des nombres rationnels. Donc si un nombre peut être très bien approché par des nombres rationnels alors il doit être transcendant. Il a montré que si α est un nombre algébrique de degré d ≥ 2 et ε un réel strictement supérieur à zéro, alors l'inégalité
{\displaystyle \left|\alpha -{\frac {p}{q}}\right|<{\frac {1}{q^{d+\varepsilon }}}}
peut être satisfaite par seulement un nombre fini de nombres rationnels p/q. L'utiliser comme critère de transcendance n'est pas trivial, car il faut vérifier s'il existe une infinité de solutions p/q pour tout d ≥ 2.
Les travaux au début du XXe siècle d'Axel Thue et Carl Siegel ont réduit l'exposant dans l'expression de Liouville de d + ε à d/2 + 1 + ε puis à 2√d – 1 + ε. Enfin, en 1955, Klaus Roth l'a réduit à 2 + ε. Ce résultat, connu sous le nom de théorème de Roth, est le meilleur possible, puisque si l'exposant 2 + ε est remplacé par 2, alors le résultat n'est plus vrai. Cependant, Serge Lang a conjecturé une amélioration du résultat de Roth ; en particulier, il a conjecturé que q2+ε pourrait être réduit à q2log(q)1+ε.
Le travail de Roth a effectivement mis fin au travail commencé par Liouville, et son théorème a permis aux mathématiciens de prouver la transcendance de nombreuses constantes, telles que la constante de Champernowne. Cependant, le théorème n'est toujours pas assez fort pour détecter tous les nombres transcendants, et de nombreuses constantes célèbres, telles que e et π, ne sont pas très bien approximables au sens de Liouville.

### Fonctions auxiliaires: de Hermite à Baker
D'autres méthodes ont été développées au dix-neuvième siècle pour traiter des propriétés algébriques de e, et par conséquent de π à travers l'identité d'Euler. Ce travail a porté sur l'utilisation de fonctions dites auxiliaires (en). Ce sont des fonctions qui ont généralement beaucoup de zéros aux points considérés. Charles Hermite utilisait des fonctions auxiliaires qui approximaient les fonctions ekx pour k entier, afin de prouver la transcendance de e en 1873, et son travail a été repris par Ferdinand von Lindemann, qui a démontré en 1882 que eα est transcendant pour tout nombre algébrique α non nul. En particulier, cela prouvait que π est transcendant car eiπ est algébrique, et répondait ainsi par la négative au problème de l'antiquité de la quadrature du cercle. Karl Weierstrass a aussitôt développé son travail et prouvé le théorème de Lindemann-Weierstrass, qu'il n'a publié qu'en 1885.
En 1900, David Hilbert a proposé une collection de problèmes, les problèmes de Hilbert. Le septième d'entre eux, et l'un des plus difficiles pour Hilbert, s'interroge sur la transcendance des nombres de la forme ab où a et b sont algébriques, a différent de zéro ou un, et b est irrationnel. En 1934, Alexander Gelfond et Theodor Schneider ont prouvé que tous ces nombres étaient en effet transcendants en utilisant une fonction auxiliaire dont l'existence était accordée par le lemme de Siegel. Ce résultat, le théorème de Gelfond-Schneider, a prouvé la transcendance des nombres tels que eπ et de la constante de Gelfond-Schneider.
L'avancée suivante dans ce domaine s'est produite dans les années 1960, quand Alan Baker a fait des progrès sur un problème posé par Gelfond sur les formes linéaires en logarithmes. Gelfond lui-même avait réussi à trouver une borne inférieure non triviale pour la quantité
{\displaystyle |\beta _{1}\log \alpha _{1}+\beta _{2}\log \alpha _{2}|}
où les quatre inconnues sont algébriques, les α différents de zéro et de un, et les β étant irrationnels. La preuve du théorème de Baker a résolu le problème du nombre de classes de Gauss pour un nombre de classes égal à 1. Ce travail a valu à Baker la médaille Fields pour ses applications dans la résolution d'équations diophantiennes. Baker a prouvé que si α1, ..., αn sont des nombres algébriques, différents de 0 et 1, et β1, ..., βn des nombres algébriques tels que 1, β1, ..., βn soient linéairement indépendants sur les nombres rationnels, alors le nombre
{\displaystyle \alpha _{1}^{\beta _{1}}\alpha _{2}^{\beta _{2}}\cdots \alpha _{n}^{\beta _{n}}}
est transcendant.

### Autres techniques: Cantor et Zilber
Dans les années 1870, Georg Cantor commença à développer la théorie des ensembles et, en 1874, publia un article prouvant que les nombres algébriques pouvaient être mis en bijection avec l'ensemble des entiers naturels, et donc que l'ensemble des nombres transcendants devait être indénombrable. Plus tard, en 1891, Cantor a utilisé l'argument de la diagonale pour prouver le même résultat. Alors que le résultat de Cantor est souvent cité comme étant purement existentiel et donc inutilisable pour construire un seul nombre transcendant,, les preuves dans les deux documents susmentionnés donnent des méthodes pour construire des nombres transcendants.
Alors que Cantor usa de la théorie des ensembles, un développement récent a été l'utilisation de la théorie des modèles pour tenter de prouver un problème non résolu en théorie des nombres transcendants. Le problème est de déterminer le degré de transcendance du corps
{\displaystyle K=\mathbb {Q} (x_{1},\ldots ,x_{n},\operatorname {e} ^{x_{1}},\ldots ,\operatorname {e} ^{x_{n}})}
pour des nombres complexes x1, ..., xn linéairement indépendants sur les nombres rationnels. Stephen Schanuel a conjecturé que la réponse est au moins n, mais aucune preuve n'est connue. En 2004, cependant, Boris Zilber a publié un article qui utilisait des techniques de théorie des modèles pour créer une structure munie des opérations d'addition, de multiplication et d'exponentiation. Zilber a fourni plusieurs critères qui prouveraient que la structure en question est C, mais n'a pas pu prouver l'axiome Strong Exponential Closure. Le cas le plus simple de cet axiome a depuis été prouvé, mais une preuve générale est nécessaire pour résoudre la conjecture.

## Approches
Un problème typique dans ce domaine est de déterminer si un nombre donné est transcendant. Cantor a utilisé un argument de cardinalité pour montrer qu'il n'y a que peu de nombres algébriques, et donc presque tous les nombres sont transcendants. Cependant, il peut être très difficile de prouver qu'un nombre donné est transcendant (ou même simplement irrationnel).
Pour cette raison, la théorie des nombres transcendants adopte souvent une approche plus quantitative. Étant donné un nombre complexe α, on peut se demander à quel point α est proche d'être un nombre algébrique. Par exemple, si l'on suppose que le nombre α est algébrique alors, peut-on montrer qu'il doit avoir un degré très élevé ou un polynôme minimal avec des coefficients très grands ? S'il est possible de montrer qu'aucun degré fini n'est suffisant, alors le nombre doit être transcendant. Comme un nombre α est transcendant si et seulement si P(α) ≠ 0 pour tout polynôme P non nul à coefficients entiers, ce problème peut être abordé en essayant de trouver des minorants de la forme
{\displaystyle |P(a)|>F(A,d)}
où le membre de droite est une fonction positive dépendant d'une mesure A de la taille des coefficients de P, et son degré d, et tels que ces bornes inférieures s'appliquent à tous P ≠ 0.
Le cas d = 1 est celui de l'approximation diophantienne « classique » cherchant les bornes inférieures de
{\displaystyle |ax+b|}.
Les méthodes de la théorie des nombres transcendants et de l'approximation diophantienne ont beaucoup de points en commun : elles utilisent toutes deux le concept de fonction auxiliaire.

## Résultats majeurs
Le théorème de Gelfond-Schneider (voir supra) fut une avancée majeure en théorie des nombres transcendants durant la période 1900-1950. Dans les années 1960, la méthode d'Alan Baker sur les formes linéaires en logarithmes de nombres algébriques (voir supra) a ravivé le domaine, avec des applications à de nombreux problèmes classiques et équations diophantiennes.

## Problèmes ouverts
Tandis que le théorème de Gelfond-Schneider prouve qu'une grande classe de nombres est constituée de nombres transcendants, cette classe reste dénombrable. Beaucoup de constantes mathématiques ne sont toujours pas connues pour être transcendantes, et dans certains cas, on ne sait même pas si elles sont rationnelles ou irrationnelles.
Un problème majeur en théorie des nombres transcendants est de montrer qu'un ensemble particulier de nombres est algébriquement libre plutôt que de simplement montrer que les éléments sont individuellement transcendants. Alors que nous savons que e et π sont transcendants, cela n'implique pas que e + π le soit, ni aucune autre combinaison des deux (on sait cependant que eπ, la constante de Gelfond, est transcendante). Un autre problème majeur concerne les nombres qui ne sont pas liés à la fonction exponentielle. Les principaux résultats de la théorie des nombres transcendants tendent à s'articuler autour de la fonction exponentielle et du logarithme, ce qui signifie que des méthodes entièrement nouvelles sont nécessaires pour traiter des nombres qui ne peuvent être exprimés en fonction de ces deux objets.
La conjecture de Schanuel résoudrait le premier de ces problèmes car il traite de l'indépendance algébrique et confirmerait que e + π est transcendant. Cependant, elle concerne la fonction exponentielle et ne traiterait donc pas nécessairement des nombres tels que la constante d'Apéry ou la constante d'Euler-Mascheroni.